# محمد الحافظ ولد أحمدو
محمد الحافظ ولد أحمدو  ( 1956 -)، هو شاعر موريتاني معاصر يعتبر من أشهر الشعراء الموريتانيون ما بعد الأستقلال.

## حياته
ولد محمد الحافظ في عام 1956 م بحاضرة علب آدرس بمقاطعة أبي تلميت، حيث تلقي تكوينه العلمي والمحضري هناك، قبل أن يلتحق بإعدادية ابي تلميت التي تخرج منها بعد 3 سنوات ليكمل بعدها 3 سنوات أخري فيحصل علي شهادة الثانوية.
ثم رحل الي المشرق فمر بالعراق ومصر و السعودية وحضر عدة مهرجانات شعرية كبري، قبل أن يعود الي الوطن ليعمل في الأذاعة الوطنية معدا و مقدما لبرامج أدبية و محررا في جريدة الشعب.

## شعره
للشاعر ديوان منشور عن أتحاد الأدباء والكتاب الموريتانيين تحت عنوان عودة هديل ، يتميز شعره بالحداثة و جودة السبك و قاموسية الألفاظ و الأرتباط بالقافية العمودية، من أشهر القصائد المعروفة له، قصيدة في حانة ابن الفارض الصورية و قصيدة بطاقــة دعـــوة إلى أبي حيــان التوحيـدي 

## وصلات خارجية
- الفضاء الثقافي مع الشاعر الكبير محمد الحافظ ولد احمدو ج1 على يوتيوب
- الفضاء الثقافي مع الشاعر الكبير محمد الحافظ ولد احمدو ج2 على يوتيوب
- ديوان "عودة هديل" من "اتحاد الأدباء و الكتاب موريتانيين